# 코로폴리
코로폴리(이탈리아어: Corropoli)는 이탈리아 아브루초주 테라모도에 위치한 코무네다. 코로폴리의 명칭은 이곳에 있었던 도시인 리폴리(Ripoli)에서 전래되었다. 리폴리의 유적지는 1871년에 이곳의 의사였던 콘첸시오 로사(Concezio Rosa)에 의해 발견되었다.

## 역사
기원전 3세기에 이곳은 로마의 영향권 아래에 있었다. 로마인들은 이 지역에 훌륭한 저택들과 신전들을 많이 건설하였다. 1970년대와 80년대 사이에 이곳에서 진행된 고고학 발견을 통하여, 수 천개의 테라코타 조각들, 암포라, 그릇, 저택의 흔적들이 발견되었다.
1393년에서 1760년까지 코로폴리는 아콰비바 가문의 통치 기간 동안 19명의 공작의 지배를 받았다. 근처에 있는 아트리의 통치자가 침공을 했을 때 아콰비바 가문이 그들을 물리치는데 도움을 주었기에 페란테(Ferrante) 왕은 이곳을 그들에게 하사하였다. 이 당시에 건축된 보강된 성벽은 아콰비바 가문의 공작의 성을 보호할 목적으로 만들어졌다. 그 성은 고문실과 포도주 저장실, 40 마리의 말들을 수용할 수 있는 마굿간을 갖췄다.
이곳은 오랜 기간 동안에 강력한 종교적 권위가 존재했었다. 산타 마리아 디 메율라노(Santa Maria di Mejulano) 대수도원, 가비아노(Gabbiano) 수도원이 있었고 나중에 가서는 성 아그네스 교구 교회, 성모 마리아 천사 수녀원, 성 요셉 교회, 성 도나토(Donato) 교회가 들어섰다.